# Martina Adamcová
Martina Adamcová (ur. 22 kwietnia 1966 w Ostrawie) – kanadyjska aktorka, prezenterka telewizyjna i producentka czeskiego pochodzenia. Była pierwszą prowadzącą programów telewizyjnych Hry bez hranic (później w tej roli występowały Barbora Kroužková i Marcela Augustová) i Charlie talk show. Od 1993 roku mieszka w Kanadzie.

## Filmografia
- 1991: Maigretuv první prípad
- 1991: Czołgowy batalion
- 1995: Playgirls
- 1995: Playgirls 2
- 2005: The Perfect Assistant